# フランシスコ・ペーニャ
フランシスコ・アントニオ・ペーニャ（Francisco Antonio Peña, 1989年10月12日 - ）は、ドミニカ共和国サンティアゴ州サンティアゴ・デ・ロス・カバリェロス出身のプロ野球選手（捕手）。右投右打。現在は、フリーエージェント（FA）。父親は元プロ野球選手のトニー・ペーニャ、実兄は元プロ野球選手のトニー・ペーニャ・ジュニア。

## 経歴

### プロ入りとメッツ傘下時代
2007年にニューヨーク・メッツと契約してプロ入り。A級サバンナ・サンドナッツでプロデビュー。103試合に出場して打率.210、5本塁打、30打点、1盗塁を記録した。
2008年はA級サバンナでプレーし、105試合に出場して打率.264、6本塁打、41打点を記録した。
2009年はA+級セントルーシー・メッツで100試合に出場して打率.224、8本塁打、44打点を記録した。
2010年はまずルーキー級ガルフ・コーストリーグ・メッツでプレーし、10試合に出場。8月下旬からはA+級セントルーシーで10試合に出場した。
2011年はA+級セントルーシーでプレーし、95試合に出場して打率.223、5本塁打、37打点、3盗塁を記録した。
2012年はまずA+級セントルーシーでプレーし、41試合に出場して打率.254、4本塁打、22打点を記録した。6月にAA級ビンガムトン・メッツへ昇格。40試合に出場して打率.198、3本塁打、17打点、1盗塁を記録した。
2013年は開幕前の3月に開催された第3回ワールド・ベースボール・クラシック（WBC）のドミニカ共和国代表に選出された。同大会ではカルロス・サンタナのバックアップとして2試合に出場し、2打数1安打1打点だった。
シーズンではまずAA級ビンガムトンで21試合に出場し、5月にAAA級ラスベガス・フィフティワンズへ昇格。68試合に出場して打率.257、9本塁打、39打点、1盗塁を記録した。オフにフリーエージェント（FA）となった。

### ロイヤルズ時代
2013年11月17日にカンザスシティ・ロイヤルズと契約し、40人枠入りを果たした。
2014年3月14日に傘下のAAA級オマハ・ストームチェイサーズへ配属され、そのまま開幕を迎えた。開幕後はAAA級オマハで30試合に出場。5月20日に正捕手のサルバドール・ペレスが右手の負傷で数試合離脱することとなり、代役としてメジャーへ昇格した。同日のシカゴ・ホワイトソックス戦でメジャーデビュー。9回表に捕手の守備に就いたが、打席に立つことはなかった。
2015年は8試合に出場してメジャー初安打を放った（7打数1安打。打率.143）。オフの12月2日にDFAとなった。

### オリオールズ時代

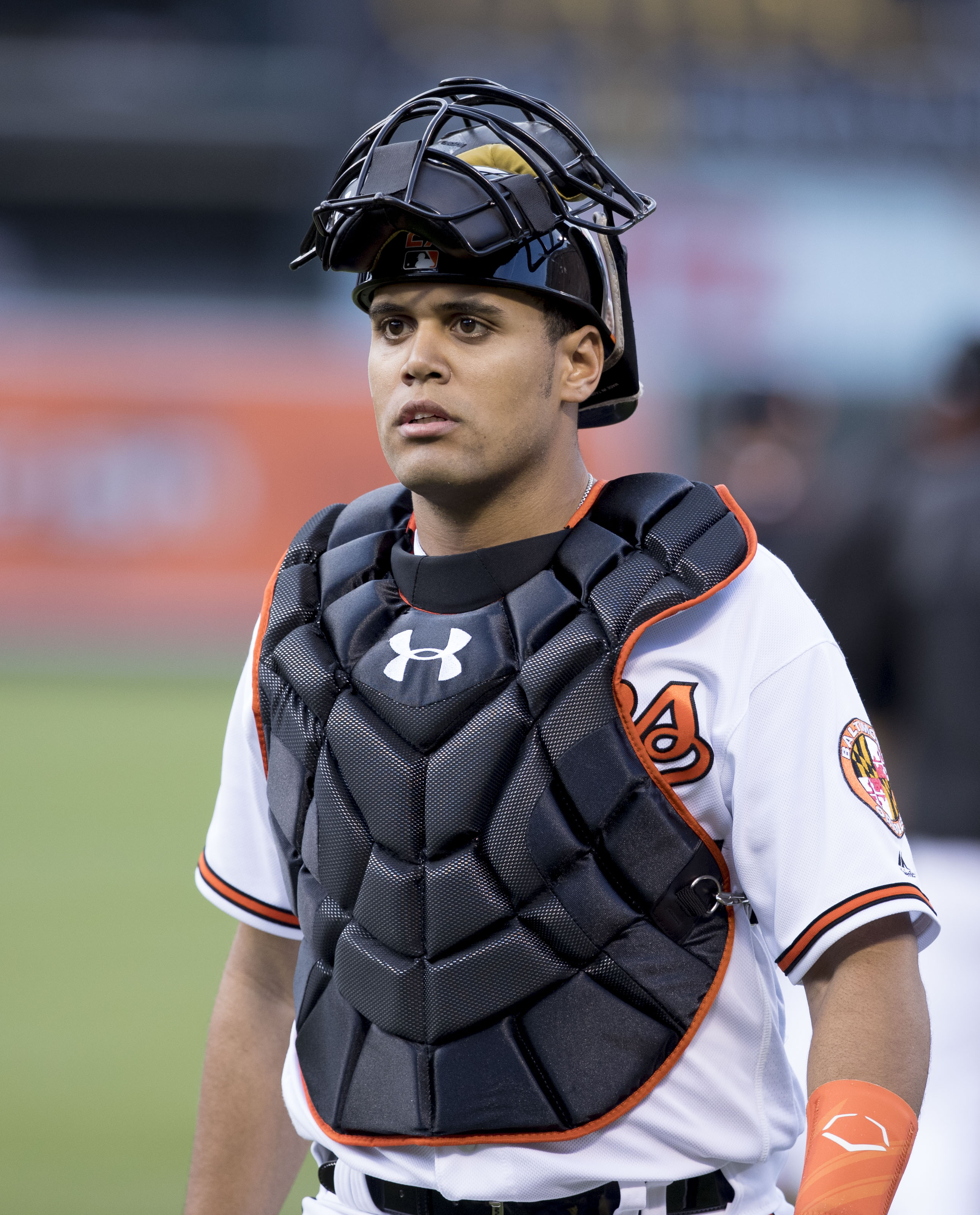
ボルチモア・オリオールズ時代
（2016年6月2日）

2015年12月2日に金銭トレードで、ボルチモア・オリオールズへ移籍した。
2016年は14試合に出場し、打率.200、1本塁打、3打点という成績だった。
2017年2月10日にガブリエル・イノアの加入に伴ってDFAとなった後、15日に40人枠を外れる形で傘下のAAA級ノーフォーク・タイズへ配属された。シーズン開幕後はAAA級ノーフォークでプレーしていたが、5月2日にウェリントン・カスティーヨの故障者リスト入りに伴ってメジャー契約を結んでアクティブ・ロースター入りした。だが、5月17日に再びDFA、23日に40人枠を外れる形でAAA級ノーフォークへ配属された。5月31日に再びカスティーヨが故障者リスト入りしたため、メジャー契約を結んでアクティブ・ロースター入りした。6月10日にカスティーヨの故障者リストからの復帰に伴って三たびDFA、13日に40人枠を外れる形でAAA級ノーフォークへ配属された。レギュラーシーズン終了後の10月2日にFAとなった。

### カージナルス時代
2017年12月8日にセントルイス・カージナルスとマイナー契約を結び、2018年のスプリングトレーニングに招待選手として参加することになった。
2018年3月28日にメジャー契約を結んで開幕25人枠入りした。この年は58試合に出場して打率.203、2本塁打、8打点、1盗塁を記録した。オフにFAとなった後、2019年1月6日にマイナー契約で再契約を結んだ。

### ジャイアンツ傘下時代
2019年5月2日に金銭トレードでサンフランシスコ・ジャイアンツへ移籍した。メジャー昇格の機会はなかったが、AAA級サクラメント・リバーキャッツで68試合に出場して、打率.287、16本塁打、46打点の成績を残し、チームのパシフィックコーストリーグ優勝及び、AAA級の優勝決定戦であるAAAベースボールナショナルチャンピオンシップの優勝に貢献した。オフの11月4日に自由契約となった。

### レッズ傘下時代
2019年12月10日にシンシナティ・レッズとマイナー契約を結び、2020年のスプリングトレーニングに招待選手として参加することになった。
2020年は新型コロナウイルスの感染拡大によりマイナーリーグの開催が中止となったため、公式戦に出場することはなかった。オフの11月2日にFAとなった。

### アスレチックス傘下時代
2020年12月9日にオークランド・アスレチックスとマイナー契約を結び、2021年のスプリングトレーニングに招待選手として参加することになった。
2021年はAAA級ラスベガス・アビエイターズで105試合に出場し、打率.250、23本塁打、81打点の成績を残した。オフの11月7日にFAとなった。

### 中信兄弟時代
2022年1月12日、台湾プロ野球の中信兄弟と契約した。登録名は「福來喜」。開幕直後は外国人枠の関係で出場が限られていたが、シーズン中盤からはチームの司令塔として主に守備面でチームの台湾シリーズ2連覇に大きく貢献し、外国人捕手として史上初となるゴールデングラブ賞とベストナインを受賞した。
2023年は59試合に出場して、打率.216、6本塁打、22打点という成績を残していたが、チームの深刻な投手不足によりペーニャの外国人枠を投手に充てる必要が生じたため、8月11日付で契約解除となった。

## 詳細情報

### 年度別打撃成績
| 年 度     | 球 団     | 試 合 | 打 席 | 打 数 | 得 点 | 安 打 | 二 塁 打 | 三 塁 打 | 本 塁 打 | 塁 打 | 打 点 | 盗 塁 | 盗 塁 死 | 犠 打 | 犠 飛 | 四 球 | 敬 遠 | 死 球 | 三 振 | 併 殺 打 | 打 率 | 出 塁 率 | 長 打 率 | O P S |
| --------- | --------- | ----- | ----- | ----- | ----- | ----- | -------- | -------- | -------- | ----- | ----- | ----- | -------- | ----- | ----- | ----- | ----- | ----- | ----- | -------- | ----- | -------- | -------- | ----- |
| 2014      | KC        | 1     | 0     | 0     | 0     | 0     | 0        | 0        | 0        | 0     | 0     | 0     | 0        | 0     | 0     | 0     | 0     | 0     | 0     | 0        | .---  | .---     | .---     | .---  |
| 2015      | KC        | 8     | 7     | 7     | 0     | 1     | 0        | 0        | 0        | 1     | 0     | 0     | 0        | 0     | 0     | 0     | 0     | 0     | 3     | 1        | .143  | .143     | .143     | .286  |
| 2016      | BAL       | 14    | 43    | 40    | 5     | 8     | 0        | 0        | 1        | 11    | 3     | 0     | 0        | 1     | 0     | 2     | 0     | 0     | 14    | 2        | .200  | .238     | .275     | .513  |
| 2017      | BAL       | 5     | 10    | 10    | 3     | 5     | 0        | 0        | 2        | 11    | 2     | 0     | 0        | 0     | 0     | 0     | 0     | 0     | 3     | 0        | .500  | .500     | 1.100    | 1.600 |
| 2018      | STL       | 58    | 142   | 133   | 10    | 27    | 3        | 0        | 2        | 36    | 8     | 1     | 0        | 0     | 2     | 6     | 3     | 1     | 43    | 5        | .203  | .239     | .271     | .510  |
| 2022      | 中信      | 71    | 274   | 259   | 24    | 66    | 7        | 0        | 5        | 88    | 28    | 1     | 0        | 0     | 1     | 10    | 2     | 4     | 33    | 8        | .255  | .292     | .340     | .632  |
| MLB：5年  | MLB：5年  | 86    | 202   | 190   | 18    | 41    | 3        | 0        | 5        | 59    | 13    | 1     | 0        | 1     | 2     | 8     | 3     | 1     | 63    | 8        | .216  | .249     | .311     | .559  |
| CPBL：1年 | CPBL：1年 | 71    | 274   | 259   | 24    | 66    | 7        | 0        | 5        | 88    | 28    | 1     | 0        | 0     | 1     | 10    | 2     | 4     | 33    | 8        | .255  | .292     | .340     | .632  |

- 2022年度シーズン終了時

### 年度別守備成績
| 年 度 | 球 団 | 捕手（C） | 捕手（C） | 捕手（C） | 捕手（C） | 捕手（C） | 捕手（C） | 捕手（C） | 捕手（C） | 捕手（C） | 捕手（C） | 一塁（1B） | 一塁（1B） | 一塁（1B） | 一塁（1B） | 一塁（1B） | 一塁（1B） |
| 年 度 | 球 団 | 試 合     | 刺 殺     | 補 殺     | 失 策     | 併 殺     | 守 備 率  | 捕 逸     | 許 盗 塁  | 盗 塁 刺  | 阻 止 率  | 試 合      | 刺 殺      | 補 殺      | 失 策      | 併 殺      | 守 備 率   |
| ----- | ----- | --------- | --------- | --------- | --------- | --------- | --------- | --------- | --------- | --------- | --------- | ---------- | ---------- | ---------- | ---------- | ---------- | ---------- |
| 2014  | KC    | 1         | 0         | 1         | 0         | 0         | 1.000     | 0         | 0         | 1         | 1.000     | -          | -          | -          | -          | -          | -          |
| 2015  | KC    | 8         | 12        | 0         | 0         | 0         | 1.000     | 0         | 0         | 0         | .---      | -          | -          | -          | -          | -          | -          |
| 2016  | BAL   | 14        | 76        | 5         | 0         | 1         | 1.000     | 1         | 4         | 4         | .500      | -          | -          | -          | -          | -          | -          |
| 2017  | BAL   | 5         | 16        | 1         | 1         | 0         | .944      | 0         | 2         | 0         | .000      | -          | -          | -          | -          | -          | -          |
| 2018  | STL   | 56        | 296       | 11        | 1         | 0         | .997      | 2         | 14        | 1         | .067      | 2          | 1          | 0          | 0          | 0          | 1.000      |
| MLB   | MLB   | 84        | 400       | 18        | 2         | 1         | .995      | 3         | 20        | 6         | .231      | 2          | 1          | 0          | 0          | 0          | 1.000      |

- 2018年度シーズン終了時

### 背番号
- 26（2014年 - 2015年）
- 27（2016年 - 2017年）
- 46（2018年）
- 4（2022年 - ）

### 代表歴
- 2013 ワールド・ベースボール・クラシック・ドミニカ共和国代表